# Johan Friis
Johan Friis (født 20. februar[kilde mangler] 1494 på Lundbygård, død 5. december 1570 i Køge) var en dansk adelsmand og kongens kansler. Der er uenighed om, hvor hans fødested skal placeres. Nogle mener, at Lundbygård refererer til en lokalitet på Tåsinge, andre i Nørre Lyndelse ved Odense, mens det rigtige sted formentlig er en af de gårde, der senere blev samlet til Ørbæklunde på Østfyn.
Han rejste i Europa i sin ungdom og tog magistergraden i Köln. Han kom efter sin hjemkomst til Danmark ind i Danske Kancelli under Christian 2. og blev i 1532 af Frederik 1. gjort til kongens kansler. 
Efter kong Frederiks død gik Johan Friis tidligt ind for den senere Christian 3. som konge og fik den fynske adel med på ideen. Han kom i problemer under Grevens Fejde og var en tid fængslet hos grev Christoffer af Oldenburg. Han klarede sig dog og slap fri, og i 1536 gjorde Christian 3. ham til kansler igen samt medlem af Rigsrådet. Han gjorde embedet som kansler mere betydningsfuldt, end det tidligere havde været og spillede en stor rolle i arbejdet for at bringe Universitetet, kirken og skolen på ret fod igen efter den omtumlede reformationstid. 
Også Frederik 2. havde stor tillid til Johan Friis. I Rigsrådet var han en stærk modstander af Sverige og arbejdede for den konflikt, som mundede ud i Syvårskrigen. 
Han var en stor godssamler, og hans metoder i forbindelse hermed tålte ikke altid dagens lys. Han iværksatte byggeriet af Hesselagergård og Borreby, to tidlige eksempler på renæssancebyggeri i Danmark.
Det var tilsyneladende Johan Friis' hensigt, at han ligesom sine forfædre skulle begraves i Gråbrødre Klosterkirke i Odense, hvilket fremgår af et slægtsmonument, han i 1540 lod opsætte i kirken. Senere har han muligvis haft planer om i stedet at benytte Hesselager Kirke, som han havde patronatsret over, som sin begravelseskirke. Her rejste han i 1557 en bemalet mindesten for sig selv. Endnu senere har han imidlertid ombestemt sig og valgt Vor Frue Kirke i København til sin begravelse.
 Der er for få eller ingen kildehenvisninger i denne artikel, hvilket er et problem. Du kan hjælpe ved at angive troværdige kilder til de påstande, som fremføres i artiklen.